# Coniopteryx mongolica
Coniopteryx mongolica är en insektsart som beskrevs av Meinander 1969. Coniopteryx mongolica ingår i släktet Coniopteryx och familjen vaxsländor. Inga underarter finns listade i Catalogue of Life.